# 小行星1988
小行星1988（1988 Delores）是一颗绕太阳运转的小行星，为主小行星带小行星。该小行星于1952年9月28日发现。
該小行星以印第安納大學的工作人員德洛蕾絲·歐寧斯（Delores Owings）命名。

## 轨道参数
小行星1988的轨道半长轴为2.1538023 UA，离心率为0.103。